# 毛罗什·毛格道
毛罗什·毛格道（匈牙利語：Maros Magda，1951年11月4日—），匈牙利女子击剑运动员。她曾代表匈牙利参加1976年和1980年夏季奥林匹克运动会击剑比赛，共获得一枚银牌和二枚铜牌。